# Aiguats del 10 de juny del 2000 a Montserrat
L'aiguat del juny del 2000 va ser un fort episodi de pluja durant la nit i matinada del 9 al 10 que es va estendre per les comarques de Barcelona i nord de Tarragona que va provocar inundacions, afectacions i greus destrosses. Els efectes més greus es van concentrar a les comarques de l'Anoia, el Bages, el Baix Llobregat i el Baix Penedès.
Un dels efectes més simbòlics d'aquella jornada va ser el fort aiguat que va malmetre greument l'entorn del Monestir de Montserrat on van caure més de 100 litres per metre quadrat en només 45 minuts. L'emplaçament de l'abadia a tocar del torrent va fer que gran part de les instal·lacions quedessin negades per l'aigua i terra. També, altres racons del massís, van canviar la seva fisonomia sobtadament com alguns canals. En aquest episodi, van perdre la vida 5 persones.

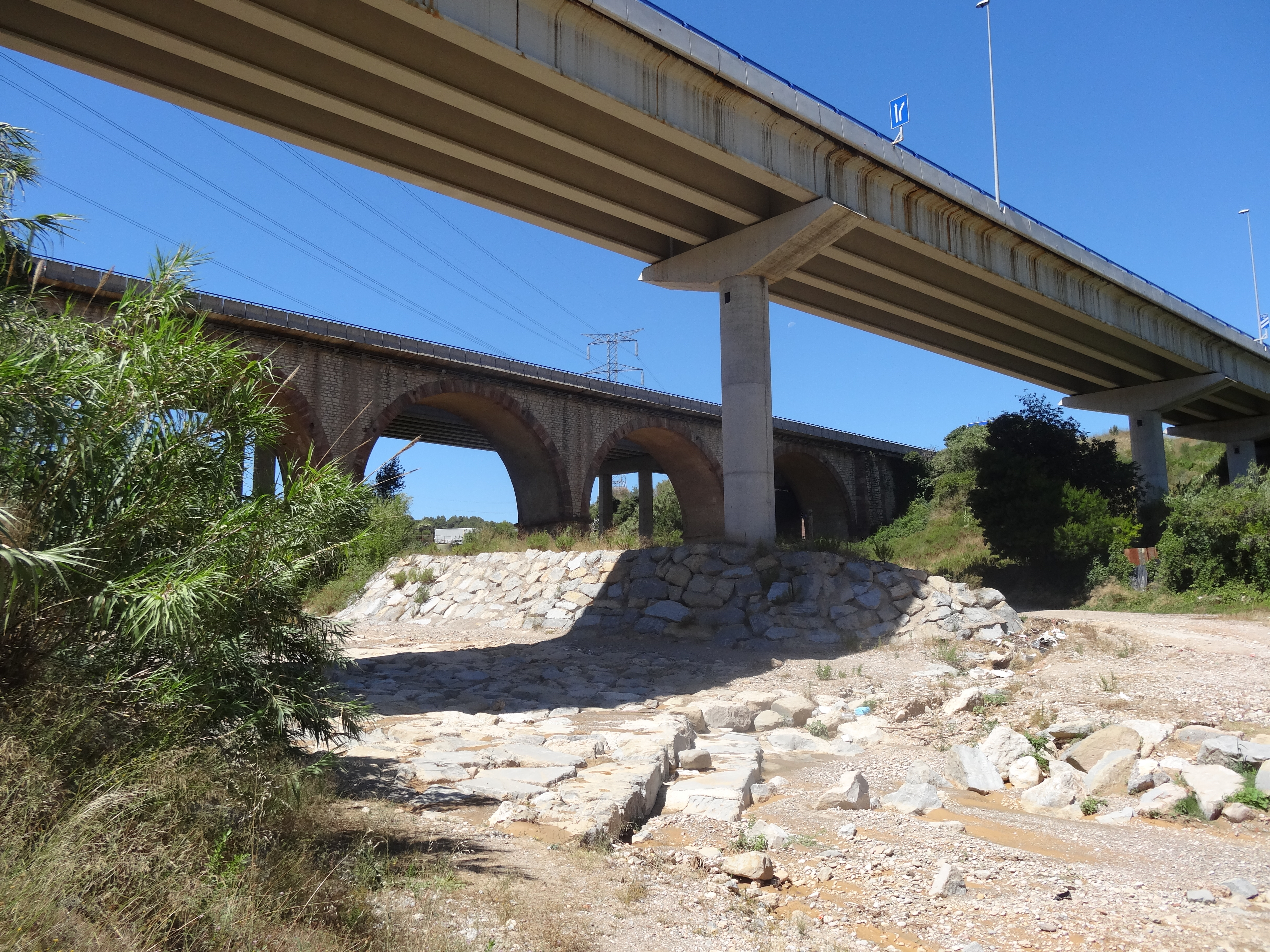
Nou pont construït després de l'esfondrament de l'anterior

## Pluviometria[3]
- 257 litres per metre quadrat a Collbató
- 210 litres per metre quadrat al Bruc
- 170 litres per metre quadrat al Monestir de Montserrat
- 166 litres per metre quadrat a Esparreguera

## Altres afectacions i danys materials[4]
- Destrucció interior de les instal·lacions de l'estació inferior del Funicular de Sant Joan
- Esfondrament d'una part de la carretera de Marganell a Can Massana
- Destrucció de la plaça del Portal del Monestir de Montserrat
- Esfondrament del pont d'Esparreguera de la riera de Magarola